# Сезан (Кантал)
Сезан (фр. Cézens) насеље је и општина у централној Француској у региону Оверња, у департману Кантал која припада префектури Сен Флур.
По подацима из 2011. године у општини је живело 238 становника, а густина насељености је износила 7,48 становника/km². Општина се простире на површини од 31,82 km². Налази се на средњој надморској висини од 1100 метара (максималној 1.476 m, а минималној 955 m).

## Демографија
| 1962. | 1968. | 1975. | 1982. | 1990. | 1999. | 2011. |
| ----- | ----- | ----- | ----- | ----- | ----- | ----- |
| 455   | 492   | 409   | 374   | 332   | 261   | 238   |

График промене броја становника у току последњих година